# Ryanair UK
Ryanair UK Ltd. ist eine britische Billigfluggesellschaft mit Sitz und Basis am London Stansted Airport. Sie ist eine Tochtergesellschaft der irischen Ryanair Holdings PLC und eine Schwestergesellschaft der irischen Fluggesellschaft Ryanair.

## Geschichte
Ryanair UK wurde am 30. Mai 1985 als Dawndell Limited gegründet und wurde am 27. Juni 1985 in Ryan Air UK Limited umbenannt. Seit dem 1. November 1995 heißt die Gesellschaft Ryanair UK Limited, wurde aber weiter als Vorratsgesellschaft (dormant company) geführt. In einer Erklärung vom 2. Januar 2018 gab Ryanair bekannt, dass seine Tochtergesellschaft Ryanair UK am 21. Dezember 2017 einen Antrag bei der britischen Luftfahrtbehörde auf ein Air Operator Certificate (AOC) gestellt hat. Am 3. Januar 2019 erteilte die britische Luftfahrtbehörde das Air Operator Certificate (AOC) für Ryanair UK. Die von Ryanair am 20. Dezember 2018 mit dem britischen Luftfahrzeugkennzeichen G-RUKA  versehene Boeing 737-800 wurde auf Ryanair UK nach Erhalt des AOC registriert.

## Flotte
Mit Stand April 2025 besteht die Flotte der Ryanair UK aus 15 Flugzeugen mit einem Durchschnittsalter von 16,1 Jahren:
| Flugzeugtyp    | Anzahl | bestellt | Anmerkungen               | Sitzplätze | Durchschnittsalter |
| -------------- | ------ | -------- | ------------------------- | ---------- | ------------------ |
| Boeing 737-800 | 15     |          | mit Winglets ausgestattet | 189        | 16,1 Jahre         |
| Gesamt         | 15     | -        |                           |            | 16,1 Jahre         |